# Banovci
Banovci so naselje v Občini Veržej.
Banovci ležijo sredi Murskega polja, natančneje 1,5 km južno od Veržeja (kjer je tudi sedež občine).
Banovci imajo zaradi panonskega podnebja dobre pogoje za kmetijstvo. S kmetijstvom se ukvarja 54 % aktivnega prebivalstva. Ostali so večinoma zaposleni v bližnjem Ljutomeru in Murski Soboti. Razvijajo se tudi obrtniško-storitvene dejavnosti, predvsem gostinstvo in zdraviliški turizem.
V vzhodnem delu vasi se nahajajo Terme Banovci. Vodo s temperaturo od 40 do 42 °C dajeta 1350 m globoki vrtini, z njo polnijo 3 odprte in pokrit bazen. Posebnost termalnega kopališča je prvi termalni nudistični kamp v Evropi, ki je bil odprt leta 1973.

## Izvor krajevnega imena
Krajevno ime je izpeljano iz občnega imena bán ali osebnega imena Ban (ki se ohranja v priimku Ban). Krajevno ime torej prvotno pomeni 'prebivalci banovega/Banovega naselja'. V starih listinah se krajevno ime prvič omenja leta 1382 Wanáczen, 1392 Wanecz, 1443 Waneczen.